# Myotis findleyi
Myotis findleyi là một loài động vật có vú trong họ Dơi muỗi, bộ Dơi. Loài này được Bogan mô tả năm 1978.